# مانولوک
مانولوک (انگلیسی: Manuloc) شرکت خودروسازی فرانسوی است، که در سال ۱۹۶۴ تأسیس شد.